# Framryggen
Framryggen är en bergstopp i Antarktis. Den ligger i Östantarktis. Norge gör anspråk på området. Toppen på Framryggen är 1 940 meter över havet, eller 295 meter över den omgivande terrängen. Bredden vid basen är 5,5 km.
Terrängen runt Framryggen är huvudsakligen platt, men österut är den kuperad. Trakten är obefolkad. Det finns inga samhällen i närheten. 